# 塞倫丁
6°51′57.26″S 78°08′41.61″W / 6.8659056°S 78.1448917°W

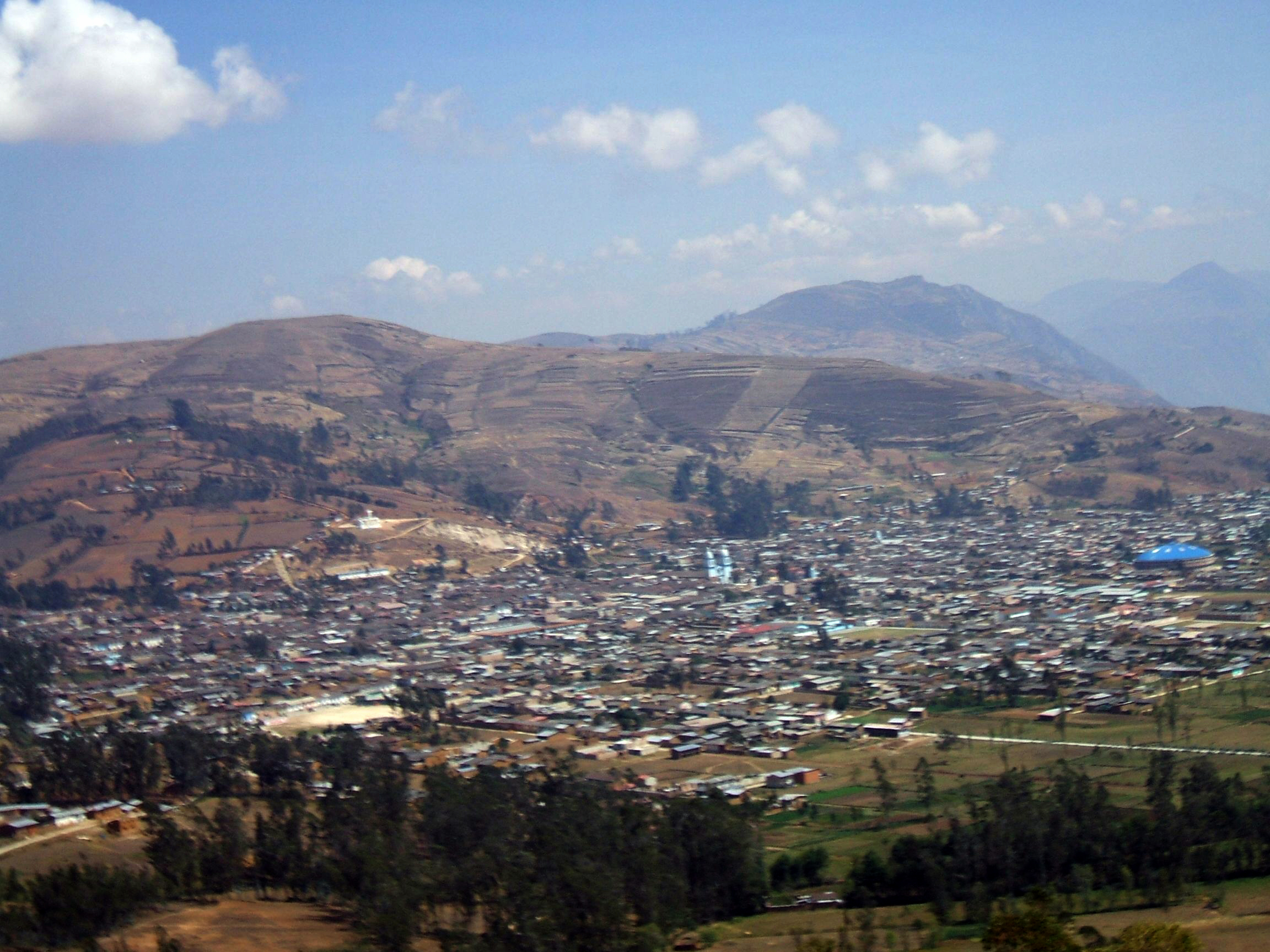

塞倫丁（西班牙語：Celendín），是秘魯的城鎮，位於該國北部卡哈馬卡大區，是塞倫丁省的首府，距離特魯希略312公里，處於安第斯山脈北部，該城鎮的人口為24,623。